# Mistrzostwa Polski w kolarstwie torowym – scratch mężczyzn
Mistrzostwa Polski w kolarstwie torowym w konkurencji scratch mężczyzn odbywają się od 2005.

## Medaliści
| Rok  | Złoto                 | Srebro                | Brąz                  |
| 2005 | Marcin Wolski         | Bartosz Pajor         | Kamil Kuczyński       |
| 2006 | Łukasz Kwiatkowski    | Kamil Kuczyński       | Piotr Lis             |
| 2007 | Piotr Kasperkiewicz   | Rafał Poper           | Tomasz Krysztofik     |
| 2008 | Piotr Kasperkiewicz   | Kamil Kuczyński       | Grzegorz Drejgier     |
| 2009 | Grzegorz Stępniak     | Paweł Bernas          | Andrzej Bartkiewicz   |
| 2010 | Rafał Ratajczyk       | Krzysztof Spławski    | Łukasz Bujko          |
| 2011 | Mateusz Nowaczek      | Szymon Godras         | Kornel Sójka          |
| 2012 | Mateusz Nowak         | Adrian Tekliński      | Andrzej Bartkiewicz   |
| 2013 | Adrian Tekliński      | Rafał Jeziorski       | Mateusz Nowak         |
| 2014 | Adrian Tekliński      | Mateusz Nowak         | Rafał Jeziorski       |
| 2015 | Daniel Staniszewski   | Patryk Pazik          | Wojciech Pszczolarski |
| 2016 | Michał Rzeźnicki      | Patryk Soliński       | Alan Banaszek         |
| 2017 | Szymon Sajnok         | Wojciech Pszczolarski | Tobiasz Pawlak        |
| 2018 | Adrian Tekliński      | Szymon Krawczyk       | Damian Sławek         |
| 2019 | Miłosz Mielczarek     | Damian Sławek         | Wojciech Pszczolarski |
| 2020 | Szymon Krawczyk       | Daniel Staniszewski   | Alan Banaszek         |
| 2021 | Alan Banaszek         | Bartosz Rudyk         | Dawid Migas           |
| 2022 | Dawid Migas           | Radosław Frątczak     | Julian Kot            |
| 2023 | Konrad Waliniak       | Wojciech Pszczolarski | Aleksander Krukowski  |
| 2024 | Wojciech Pszczolarski | Damian Sławek         | Aleksander Krukowski  |